# Sveta Katarina (wieś)
Sveta Katarina – wieś w Chorwacji, w żupanii istryjskiej, w gminie Pićan. W 2011 roku liczyła 342 mieszkańców.